# Delio César Toledo
Delio César Toledo (né le 2 octobre 1976 à Doctor Cecilio Báez, Paraguay) est un footballeur paraguayen évoluant au poste de défenseur.

## Palmarès
- International paraguayen (29 sélections, 4 buts) depuis le 5 mars 1999 : Paraguay 3 - 1 Jamaïque.